# JNG 90 Bora
JNG 90 Bora — снайперская винтовка, разработанная турецкой компанией MKEK. Используется вооружёнными силами Турции, также данные винтовки активно закупаются Азербайджаном.

## Описание
Ствол оснащён дульным тормозом. На верхней части ствольной коробки, а также по бокам цевья расположены планки Пикатинни для крепления аксессуаров. На нижней части цевья находится крепление для сошек. Приклад (оснащённый регулируемой щекой, затыльником и дополнительной ножкой) и пистолетная рукоятка выполнены из ударопрочного пластика.
По данным производителя кучность стрельбы составляет около 0,3 MOA (угловых минут) на дальности 100 м при использовании патронов матч-класса.

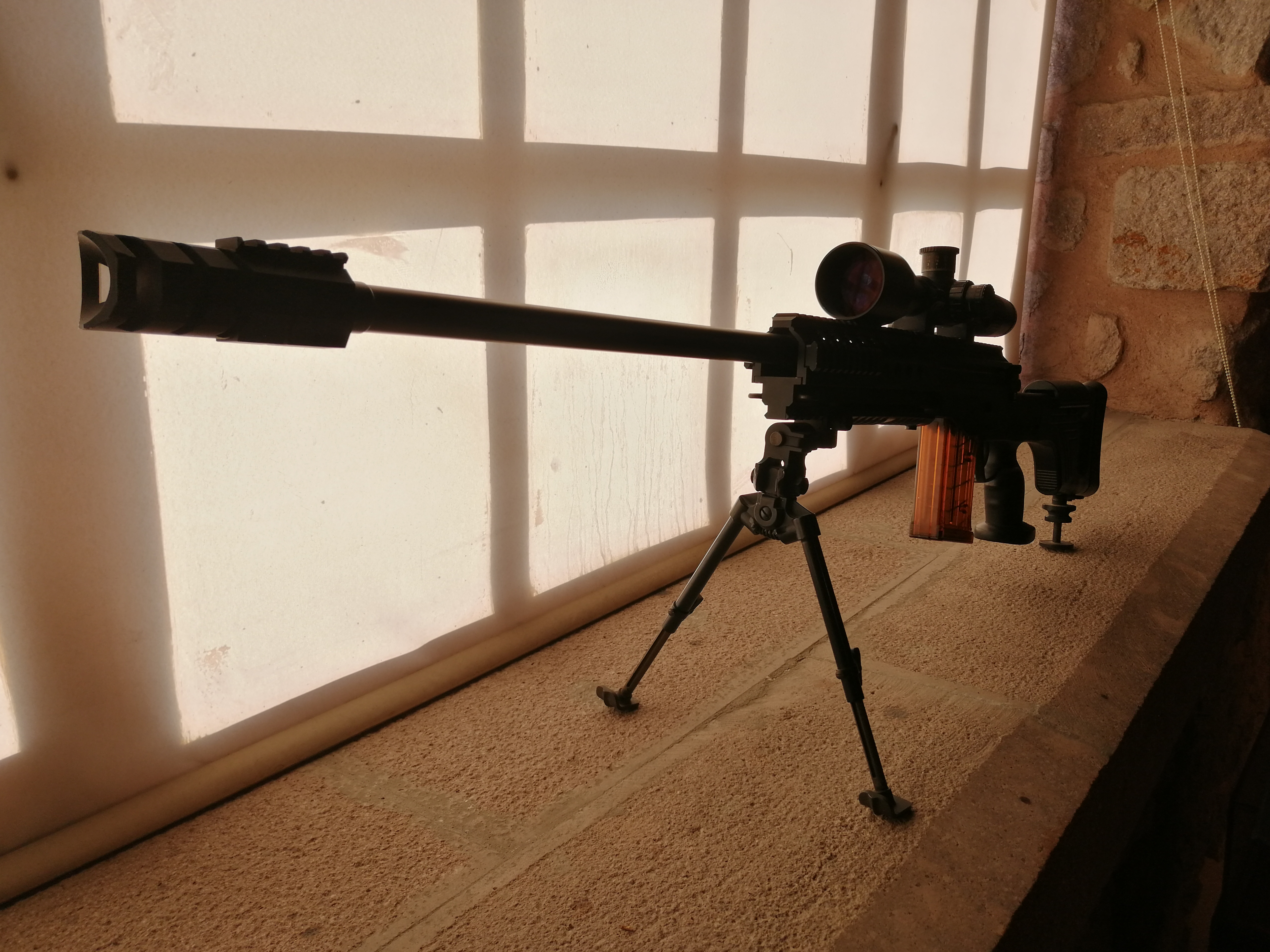
Bora-12